# Dichelus vittatus
Dichelus vittatus är en skalbaggsart som beskrevs av Hermann Burmeister 1844. Dichelus vittatus ingår i släktet Dichelus och familjen Melolonthidae. Inga underarter finns listade i Catalogue of Life.